# Марсель Катц
Марсель Катц (нім. Marcel Katz, 9 листопада 1896 — 16 липня 1975) — швейцарський футболіст, що грав на позиції нападника. Відомий виступами за «Олд Бойз», а також національну збірну Швейцарії.

## Клубна кар'єра
Грав за клуб «Олд Бойз» з міста Базель, починаючи щонайменше з 1915 року. В той час чемпіонат Швейцарії проводився за таким регламентом: команди були поділені на три групи за географічним принципом — Захід, Центр і Схід, а у фінальному турнірі грали лише переможці цих груп. «Олд Бойз» грав у дивізіоні Центр. В 1916 році команда виграла свою лігу і вийшла у фінальний турнір, де стала третьою.
В сезоні 1916/17 став гравцем клубу «Серветт» з Женеви, що був одним з лідерів Західної ліги. В 1918 році «Серветт» виграв свій другій у історії титул чемпіона Швейцарії, впевнено обігравши у фінальному турнірі «Янг Бойз» (4:2) і «Санкт-Галлен» (4:0). 
Грав за «Олд Бойз» мінімум до 1927 року

## Виступи за збірну
В складі національної збірної Швейцарії грав з 1923 по 1925 рік. Провів у її формі загалом 4 матчі. Був у заявці збірної на футбольний турнір на Олімпійських іграх 1924 року у Парижі, де його збірна завоювала срібні медалі. Катц і ще кілька інших гравців безпосередньо не їздили у Париж, хоча входили до розширеного списку заявлених гравців.